# Landingsmonument (Biervliet)

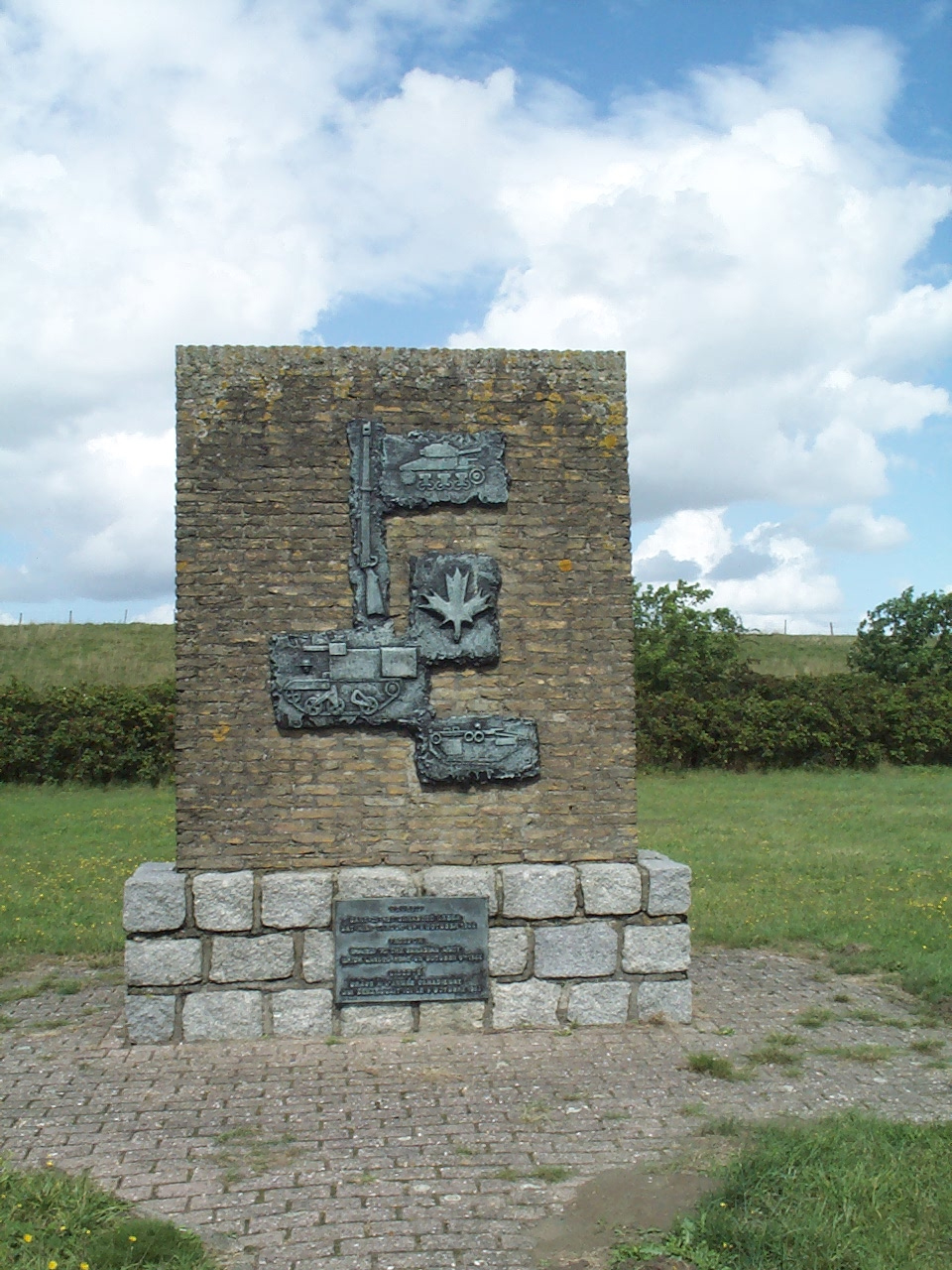
Landingsmonument in Biervliet

Het Landingsmonument (ook wel: Canadees Landingsmonument genoemd) is een monument in de tot de Nederlandse gemeente Terneuzen behorende plaats Biervliet, gelegen aan de Paviljoenweg/Scheldedijk, aan de Paulinapolder.
Op 9 oktober 1944 kwam hier het bataljon van de 9e brigade van de Highland Light Infantry of Canada aan land om van hier uit -in het kader van de Slag om de Schelde, op te rukken naar België.
Het monument, onthuld in 1975, bestaat uit een bakstenen zuil op een sokkel van basaltblokken (het materiaal waaruit de zeewering is opgebouwd) met op de zuil aangebracht enkele bronzen plaquettes en een bronzen reliëf.